# 石橋清志
石橋 清志（いしばし きよし、1948年 - ）は、日本の建築家。大阪府出身。1974年 大阪工業大学 建築学科卒業。石橋清志建築設計事務所を主宰。日本建築家協会 正会員。大阪府建築士会 正会員。

## 略歴
1985年 石橋清志建築設計事務所 開設。1989年 ［株］石橋清志建築設計事務所 設立。受賞歴は、2017年 第9回 大阪府建築士会建築人賞 受賞。2013年 第26回 大阪市ハウジングデザイン賞 受賞。
2011年 近畿ニューオフィス特別賞 受賞。2010年 第29回 大阪都市景観建築賞（大阪まちなみ賞） 緑化賞 受賞。2005年 第7回 「あたたかな住空間デザイン」コンペティション 特別賞 受賞。2004年 第23回 大阪都市景観建築賞大阪府知事賞を受賞。1996年 近畿 ニューオフィス推進賞 受賞。

## 業績
代表作品に、六麓荘（個人住宅）、ワン・ダイニングビル（オフィスビル）、MIRABELL NORTH・SOUTH（複合ビル）、堂島リバーフォーラム/リバーレジデンス堂島（複合ビル）、津の家（個人住宅）、ZEPHYR HILL（集合住宅）、四ツ橋ダイビル（オフィスビル）北堀江コレット、泉佐野の家、他多数。